# جراغ خان زاهدي
جراغ خان زاهدي (الفارسية: چراغ خان زاهدی) المعروف أيضًا باسم بيرزاده (الفارسية: پیرزاده) كان ضابطًا إيرانيًا في إيران الصفوية، وكان رئيسًا للحرس الملكي (القرشي باشي) من عام 1631 حتى وفاته في عام 1632 م.

## السيرة
كان جراغ خان ابنًا لشيخ شريف معين من نسل زاهد الجيلاني، الأستاذ الإيراني الكبير (المرشد الصوفي)، ومعلم صفي الدين الأردبيلي الذي كان الجد المسمى للسلالة الصفوية. كان جراغ خان مؤيدًا لعائلة القورشي باشي عيسى خان صفوي، وهي عائلة قريبة من السلالة الصفوية الحاكمة. ومع ذلك، في عام 1632/1633 م، اتهم أبناء عيسى خان صفوي بالتخطيط لانقلاب ضد صفي ثم اغتصاب العرش. فأعدمهم صفي، وكان من المعدومين عيسى خان صفوي نفسه. ثم مُنح جراغ خان منصب القورشي باشي كمكافأة.
ومع ذلك، اتُهم جراغ خان بعد عام واحد بإخفاء تعاطفه مع عائلة عيسى خان الصفوي، وأُعدم في تموز 1632 م. وخلفه أمير خان ذو القدر.